# Neophrida
Neophrida is een geslacht van vlinders van de familie snuitmotten (Pyralidae), uit de onderfamilie Galleriinae.

## Soorten
- N. aurolimbalis Möschler, 1882
- N. meterythralis Hampson, 1916
- N. porphyrea Whalley, 1964